# Клермонт (Південна Дакота)
Клермонт (англ. Claremont) — місто (англ. town) в США, в окрузі Браун штату Південна Дакота. Населення — 108 осіб (2020).

## Географія
Клермонт розташований за координатами 45°40′17″ пн. ш. 98°0′56″ зх. д. / 45.67139° пн. ш. 98.01556° зх. д. (45.671419, -98.015617).  За даними Бюро перепису населення США в 2010 році місто мало площу 0,66 км², з яких 0,65 км² — суходіл та 0,01 км² — водойми.

## Демографія
Згідно з переписом 2010 року, у місті мешкало 127 осіб у 53 домогосподарствах у складі 32 родин. Густота населення становила 192 особи/км².  Було 61 помешкання (92/км²).
Расовий склад населення:
| - 99,2 % — білих |

До двох чи більше рас належало 0,8 %. Частка іспаномовних становила 0,0 % від усіх жителів.
За віковим діапазоном населення розподілялося таким чином: 26,8 % — особи молодші 18 років, 51,9 % — особи у віці 18—64 років, 21,3 % — особи у віці 65 років та старші. Медіана віку мешканця становила 40,3 року. На 100 осіб жіночої статі у місті припадало 95,4 чоловіків;  на 100 жінок у віці від 18 років та старших — 86,0 чоловіків також старших 18 років.
Середній дохід на одне домашнє господарство  становив 51 188 доларів США (медіана — 48 750), а середній дохід на одну сім'ю — 64 417 доларів (медіана — 51 000). За межею бідності перебувало 5,8 % осіб, у тому числі 5,3 % дітей у віці до 18 років та 0,0 % осіб у віці 65 років та старших.
Цивільне працевлаштоване населення становило 57 осіб. Основні галузі зайнятості: освіта, охорона здоров'я та соціальна допомога — 26,3 %, роздрібна торгівля — 19,3 %, мистецтво, розваги та відпочинок — 15,8 %.